# Grand Prix de Denain 2010
Il Grand Prix de Denain 2010, cinquantaduesima edizione della corsa e valida come evento dell'UCI Europe Tour 2010 categoria 1.1, si svolse il 15 aprile 2010 su un percorso totale di circa 197,1 km. Fu vinto dal francese Denis Flahaut che terminò la gara in 4h30'45", alla media di 43,679 km/h.
Partenza con 134 ciclisti, dei quali 110 portarono a termine il percorso.

## Ordine d'arrivo (Top 10)
| Pos. | Corridore          | Squadra       | Tempo    |
| ---- | ------------------ | ------------- | -------- |
| 1    | Denis Flahaut      | ISD Cont.     | 4h30'45" |
| 2    | Florian Vachon     | Bretagne      | s.t.     |
| 3    | Enrico Rossi       | Cer. Flaminia | s.t.     |
| 4    | Denis Galimzjanov  | Katusha       | s.t.     |
| 5    | Daniele Colli      | Cer. Flaminia | s.t.     |
| 6    | Sébastien Chavanel | FDJ           | s.t.     |
| 7    | Jaŭhen Hutarovič   | FDJ           | s.t.     |
| 8    | Jimmy Casper       | Saur-Sojasun  | s.t.     |
| 9    | Thomas Fothen      | Milram        | s.t.     |
| 10   | Kris Boeckmans     | Topsport Vl.  | s.t.     |